# Australian Open 2016
Die 104. Australian Open fanden vom 18. bis 31. Januar 2016 in Melbourne, Australien, statt.
Titelverteidiger beim ersten Grand-Slam-Turnier des Jahres 2016 waren im Einzel Novak Đoković bei den Herren sowie Serena Williams bei den Damen, Simone Bolelli und Fabio Fognini im Herrendoppel, Bethanie Mattek-Sands und Lucie Šafářová im Damendoppel sowie Martina Hingis und Leander Paes im Mixed.

## Preisgeld
Das Preisgeld betrug in diesem Jahr 44.000.000 Australische Dollar, was einen Anstieg zum Vorjahr von 10 % bedeutete.
| Erreichte Runde | Einzel       | Doppel*    | Mixed*     |
| --------------- | ------------ | ---------- | ---------- |
| Sieg            | 3.400.000 A$ | 635.000 A$ | 157.000 A$ |
| Finale          | 1.700.000 A$ | 315.000 A$ | 78.500 A$  |
| Halbfinale      | 750.000 A$   | 157.500 A$ | 39.250 A$  |
| Viertelfinale   | 375.000 A$   | 78.500 A$  | 18.000 A$  |
| Achtelfinale    | 193.000 A$   | 43.000 A$  | 9.000 A$   |
| Dritte Runde    | 108.000 A$   | 25.500 A$  | 4.500 A$   |
| Zweite Runde    | 67.000 A$    | 16.500 A$  |            |
| Erste Runde     | 38.500 A$    |            |            |
| Q3              | 20.000 A$    |            |            |
| Q2              | 12.000 A$    |            |            |
| Q1              | 6.000 A$     |            |            |

* pro Team; Q = Qualifikationsrunde

## Herreneinzel
Setzliste
| Nr. | Spieler            | Erreichte Runde |
| --- | ------------------ | --------------- |
| 01. | Novak Đoković      | Sieg            |
| 02. | Andy Murray        | Finale          |
| 03. | Roger Federer      | Halbfinale      |
| 04. | Stan Wawrinka      | Achtelfinale    |
| 05. | Rafael Nadal       | 1. Runde        |
| 06. | Tomáš Berdych      | Viertelfinale   |
| 07. | Kei Nishikori      | Viertelfinale   |
| 08. | David Ferrer       | Viertelfinale   |
| 09. | Jo-Wilfried Tsonga | Achtelfinale    |
| 10. | John Isner         | Achtelfinale    |
| 11. | Kevin Anderson     | 1. Runde        |
| 12. | Marin Čilić        | 3. Runde        |
| 13. | Milos Raonic       | Halbfinale      |
| 14. | Gilles Simon       | Achtelfinale    |
| 15. | David Goffin       | Achtelfinale    |
| 16. | Bernard Tomic      | Achtelfinale    |

| Nr. | Spieler                | Erreichte Runde |
| --- | ---------------------- | --------------- |
| 17. | Benoît Paire           | 1. Runde        |
| 18. | Feliciano López        | 3. Runde        |
| 19. | Dominic Thiem          | 3. Runde        |
| 20. | Fabio Fognini          | 1. Runde        |
| 21. | Viktor Troicki         | 3. Runde        |
| 22. | Ivo Karlović           | 1. Runde        |
| 23. | Gaël Monfils           | Viertelfinale   |
| 24. | Roberto Bautista Agut  | Achtelfinale    |
| 25. | Jack Sock              | 2. Runde        |
| 26. | Guillermo García López | 3. Runde        |
| 27. | Grigor Dimitrow        | 3. Runde        |
| 28. | Andreas Seppi          | 3. Runde        |
| 29. | Nick Kyrgios           | 3. Runde        |
| 30. | Jérémy Chardy          | 2. Runde        |
| 31. | Steve Johnson          | 3. Runde        |
| 32. | João Sousa             | 3. Runde        |

## Dameneinzel
Setzliste
| Nr. | Spielerin            | Erreichte Runde |
| --- | -------------------- | --------------- |
| 01. | Serena Williams      | Finale          |
| 02. | Simona Halep         | 1. Runde        |
| 03. | Garbiñe Muguruza     | 3. Runde        |
| 04. | Agnieszka Radwańska  | Halbfinale      |
| 05. | Marija Scharapowa    | Viertelfinale   |
| 06. | Petra Kvitová        | 2. Runde        |
| 07. | Angelique Kerber     | Sieg            |
| 08. | Venus Williams       | 1. Runde        |
| 09. | Karolína Plíšková    | 3. Runde        |
| 10. | Carla Suárez Navarro | Viertelfinale   |
| 11. | Timea Bacsinszky     | 2. Runde        |
| 12. | Belinda Bencic       | Achtelfinale    |
| 13. | Roberta Vinci        | 3. Runde        |
| 14. | Wiktoryja Asaranka   | Viertelfinale   |
| 15. | Madison Keys         | Achtelfinale    |
| 16. | Caroline Wozniacki   | 1. Runde        |

| Nr. | Spielerin                    | Erreichte Runde |
| --- | ---------------------------- | --------------- |
| 17. | Sara Errani                  | 1. Runde        |
| 18. | Elina Switolina              | 2. Runde        |
| 19. | Jelena Janković              | 2. Runde        |
| 20. | Ana Ivanović                 | 3. Runde        |
| 21. | Jekaterina Makarowa          | Achtelfinale    |
| 22. | Andrea Petković              | 1. Runde        |
| 23. | Swetlana Kusnezowa           | 2. Runde        |
| 24. | Sloane Stephens              | 1. Runde        |
| 25. | Samantha Stosur              | 1. Runde        |
| 26. | Anastassija Pawljutschenkowa | 1. Runde        |
| 27. | Anna Karolína Schmiedlová    | 1. Runde        |
| 28. | Kristina Mladenovic          | 3. Runde        |
| 29. | Irina-Camelia Begu           | 1. Runde        |
| 30. | Sabine Lisicki               | 2. Runde        |
| 31. | Lessja Zurenko               | 1. Runde        |
| 32. | Caroline Garcia              | 1. Runde        |

## Herrendoppel
Setzliste
| Nr. | Paarung                             | Erreichte Runde |
| --- | ----------------------------------- | --------------- |
| 01. | Jean-Julien Rojer Horia Tecău       | Viertelfinale   |
| 02. | Ivan Dodig Marcelo Melo             | Achtelfinale    |
| 03. | Bob Bryan Mike Bryan                | Achtelfinale    |
| 04. | Rohan Bopanna Florin Mergea         | Achtelfinale    |
| 05. | Simone Bolelli Fabio Fognini        | 2. Runde        |
| 06. | Pierre-Hugues Herbert Nicolas Mahut | 2. Runde        |
| 07. | Jamie Murray Bruno Soares           | Sieg            |
| 08. | Henri Kontinen John Peers           | 2. Runde        |

| Nr. | Paarung                           | Erreichte Runde |
| --- | --------------------------------- | --------------- |
| 09. | Vasek Pospisil Jack Sock          | Viertelfinale   |
| 10. | Łukasz Kubot Marcin Matkowski     | 2. Runde        |
| 11. | Dominic Inglot Robert Lindstedt   | Achtelfinale    |
| 12. | Juan Sebastián Cabal Robert Farah | Achtelfinale    |
| 13. | Raven Klaasen Rajeev Ram          | Viertelfinale   |
| 14. | Treat Huey Maks Mirny             | Viertelfinale   |
| 15. | Feliciano López Marc López        | 2. Runde        |
| 16. | Pablo Cuevas Marcel Granollers    | Halbfinale      |

## Damendoppel
Setzliste
| Nr. | Paarung                                     | Erreichte Runde |
| --- | ------------------------------------------- | --------------- |
| 01. | Martina Hingis Sania Mirza                  | Sieg            |
| 02. | Chan Hao-ching Chan Yung-jan                | Viertelfinale   |
| 03. | Caroline Garcia Kristina Mladenovic         | Achtelfinale    |
| 04. | Tímea Babos Katarina Srebotnik              | 2. Runde        |
| 05. | Anastassija Pawljutschenkowa Jelena Wesnina | Achtelfinale    |
| 06. | Raquel Atawo Abigail Spears                 | 2. Runde        |
| 07. | Andrea Hlaváčková Lucie Hradecká            | Finale          |
| 08. | Lara Arruabarrena Vecino Andreja Klepač     | 1. Runde        |

| Nr. | Paarung                                        | Erreichte Runde |
| --- | ---------------------------------------------- | --------------- |
| 09. | Irina-Camelia Begu Monica Niculescu            | 1. Runde        |
| 10. | Anabel Medina Garrigues Arantxa Parra Santonja | Achtelfinale    |
| 11. | Jaroslawa Schwedowa Samantha Stosur            | 2. Runde        |
| 12. | Anna-Lena Grönefeld Coco Vandeweghe            | Viertelfinale   |
| 13. | Julia Görges Karolína Plíšková                 | Halbfinale      |
| 14. | Kiki Bertens Johanna Larsson                   | 1. Runde        |
| 15. | Xu Yifan Zheng Saisai                          | Halbfinale      |
| 16. | Gabriela Dabrowski Alicja Rosolska             | 1. Runde        |

## Mixed
Setzliste
| Nr. | Paarung                         | Erreichte Runde |
| --- | ------------------------------- | --------------- |
| 01. | Sania Mirza Ivan Dodig          | Halbfinale      |
| 02. | Bethanie Mattek-Sands Bob Bryan | Viertelfinale   |
| 03. | Chan Yung-jan Rohan Bopanna     | Viertelfinale   |
| 04. | Katarina Srebotnik Jamie Murray | Viertelfinale   |

| Nr. | Paarung                         | Erreichte Runde |
| --- | ------------------------------- | --------------- |
| 05. | Jelena Wesnina Bruno Soares     | Sieg            |
| 06. | Lucie Hradecká Marcin Matkowski | 1. Runde        |
| 07. | Raquel Atawo Raven Klaasen      | 1. Runde        |
| 08. | Chan Hao-ching Maks Mirny       | 1. Runde        |

## Junioreneinzel
Setzliste
| Nr. | Spieler               | Erreichte Runde |
| --- | --------------------- | --------------- |
| 01. | Máté Valkusz          | Achtelfinale    |
| 02. | Miomir Kecmanović     | Achtelfinale    |
| 03. | Stefanos Tsitsipas    | Viertelfinale   |
| 04. | Félix Auger-Aliassime | Achtelfinale    |
| 05. | Chung Yun-seong       | Halbfinale      |
| 06. | Alex de Minaur        | Halbfinale      |
| 07. | Joʻrabek Karimov      | Finale          |
| 08. | Ulises Blanch         | 2. Runde        |

| Nr. | Spieler                 | Erreichte Runde |
| --- | ----------------------- | --------------- |
| 09. | Jay Clarke              | 1. Runde        |
| 10. | Alberto Lim             | 1. Runde        |
| 11. | Genaro Alberto Olivieri | 2. Runde        |
| 12. | Youssef Hossam          | Achtelfinale    |
| 13. | Yōsuke Watanuki         | Viertelfinale   |
| 14. | Ugo Humbert             | 2. Runde        |
| 15. | Kenneth Raisma          | Viertelfinale   |
| 16. | Wu Yibing               | 1. Runde        |

## Juniorinneneinzel
Setzliste
| Nr. | Spielerin                    | Erreichte Runde |
| --- | ---------------------------- | --------------- |
| 01. | Bianca Andreescu             | Achtelfinale    |
| 02. | Tereza Mihalíková            | Finale          |
| 03. | Charlotte Robillard-Millette | 1. Runde        |
| 04. | Anna Kalinskaja              | Viertelfinale   |
| 05. | Wera Lapko                   | Sieg            |
| 06. | Zheng Wushuang               | 1. Runde        |
| 07. | Kimberly Birrell             | Rückzug         |
| 08. | Anastassija Potapowa         | Viertelfinale   |
| 09. | Rebeka Masarova              | Halbfinale      |

| Nr. | Spielerin           | Erreichte Runde |
| --- | ------------------- | --------------- |
| 10. | Pranjala Yadlapalli | Achtelfinale    |
| 11. | Priscilla Hon       | Rückzug         |
| 12. | Chihiro Muramatsu   | Achtelfinale    |
| 13. | Mai Hontama         | 1. Runde        |
| 14. | Lucie Kaňková       | 2. Runde        |
| 15. | Katherine Sebov     | Achtelfinale    |
| 16. | Dajana Jastremska   | Viertelfinale   |
| 17. | Anastasia Zarycká   | Achtelfinale    |

## Juniorendoppel
Setzliste
| Nr. | Paarung                             | Erreichte Runde |
| --- | ----------------------------------- | --------------- |
| 01. | Chung Yun-seong Máté Valkusz        | Achtelfinale    |
| 02. | Joʻrabek Karimov Stefanos Tsitsipas | 1. Runde        |
| 03. | Jay Clarke Miomir Kecmanović        | 1. Runde        |
| 04. | Youssef Hossam Alberto Lim          | Achtelfinale    |

| Nr. | Paarung                                | Erreichte Runde |
| --- | -------------------------------------- | --------------- |
| 05. | Ulises Blanch Gian Marco Moroni        | Achtelfinale    |
| 06. | Geoffrey Blancaneaux Ugo Humbert       | Achtelfinale    |
| 07. | Félix Auger-Aliassime Jack Mingjie Lin | 1. Runde        |
| 08. | Lukáš Klein Patrik Rikl                | Finale          |

## Juniorinnendoppel
Setzliste
| Nr. | Paarung                                       | Erreichte Runde |
| --- | --------------------------------------------- | --------------- |
| 01. | Bianca Andreescu Charlotte Robillard-Millette | Viertelfinale   |
| 02. | Anna Kalinskaja Tereza Mihalíková             | Sieg            |
| 03. | Wera Lapko Katherine Sebov                    | 1. Runde        |
| 04. | Maria Mateas Anastassija Potapowa             | Achtelfinale    |

| Nr. | Paarung                                | Erreichte Runde |
| --- | -------------------------------------- | --------------- |
| 05. | Karman Kaur Thandi Pranjala Yadlapalli | Viertelfinale   |
| 06. | Dajana Jastremska Anastasia Zarycká    | Finale          |
| 07. | Berfu Cengiz Ioana Mincă               | 1. Runde        |
| 08. | Mayuka Aikawa Chihiro Muramatsu        | Viertelfinale   |

## Herreneinzel-Rollstuhl
Setzliste
| Nr. | Spieler         | Erreichte Runde |
| --- | --------------- | --------------- |
| 01. | Shingo Kunieda  | Erste Runde     |
| 02. | Stéphane Houdet | Halbfinale      |

## Dameneinzel-Rollstuhl
Setzliste
| Nr. | Spielerin       | Erreichte Runde |
| --- | --------------- | --------------- |
| 01. | Jiske Griffioen | Sieg            |
| 02. | Yui Kamiji      | Halbfinale      |

## Herrendoppel-Rollstuhl
Setzliste
| Nr. | Paarung                        | Erreichte Runde |
| --- | ------------------------------ | --------------- |
| 01. | Stéphane Houdet Nicolas Peifer | Sieg            |
| 02. | Shingo Kunieda Gordon Reid     | Finale          |

## Damendoppel-Rollstuhl
Setzliste
| Nr. | Paarung                        | Erreichte Runde |
| --- | ------------------------------ | --------------- |
| 01. | Jiske Griffioen Aniek van Koot | Finale          |
| 02. | Marjolein Buis Yui Kamiji      | Sieg            |